# Comuna Ig
Ig (Občina Ig) este o comună din Slovenia, cu o populație de 5.445 de locuitori (2002).

## Localități
Brest, Dobravica, Draga, Golo, Gornji Ig,  Ig, Iška, Iška Loka, Iška vas, Kot, Kremenica, Matena, Podgozd, Podkraj, Rogatec nad Želimljami, Sarsko, Selnik, Staje, Strahomer, Suša, Škrilje, Tomišelj, Visoko, Vrbljene, Zapotok.